# Théâtre des Martyrs
 (septembre 2015).
Le Théâtre des Martyrs est une salle de spectacle bruxelloise située place des Martyrs. Dirigée par le metteur en scène Daniel Scahaise entre 1998 et 2015, elle est désormais sous la direction artistique du metteur en scène Philippe Sireuil, depuis le 1er janvier 2016.
Trois compagnies sont actuellement associées au théâtre dans le cadre d’une politique de compagnonnage :  Théâtre en liberté, la compagnie Biloxi 48, animée par Christine Delmotte-Weber et La Servante, animée par Philippe Sireuil.[réf. nécessaire]
Ce théâtre, construit à l’emplacement de l’ancien cinéma Etoile et inauguré en 1998, est le premier théâtre bâti par la Commission communautaire française de la Région de Bruxelles-Capitale (CoCoF), à l’initiative du ministre Didier Gosuin.[réf. nécessaire]
Avant les travaux de rénovation, il était occupé, par le metteur en scène Henri Ronse (Le Nouveau Théâtre de Belgique).[réf. nécessaire]
Le théâtre est décoré des œuvres de trois artistes contemporains belges : le hall d’entrée est orné d’une fresque monumentale de Pierre Alechinsky : Main courante, le foyer est bordé d’une sculpture de Félix Roulin : Mur, muses et Orphée et le rideau de scène, peint par Alexandre Obolensky (en), forme une harmonie de rouges avec la grande salle et ses fauteuils. Une œuvre de Valentine Herrenschmidt, sculptrice calligraphe française, trouve place sur l'un des murs du foyer. Cette sculpture murale réalisée en fil de laiton
donne corps à un texte de l’auteur et dramaturge Jean-Marie Piemme.[réf. nécessaire]
Le Théâtre des Martyrs comprend la grande salle de 356 places (équipée grâce à la CoCoF d’un système de sonorisation - boucle magnétique - destiné aux malentendants) et la petite salle d’une capacité de 71 places, d’abord destinée à accueillir les répétitions, conférences et expositions, mais transformée en salle de spectacle destinée à accueillir des productions plus intimistes.[réf. nécessaire]